# ADP-리보실화

ADP-리보스의 구조

ADP-리보실화(영어: ADP-ribosylation)는 단백질에 하나 이상의 ADP-리보스 부분을 참가하는 것이다. ADP-리보실화는 세포 신호전달, DNA 복구, 유전자 발현의 조절 및 세포 사멸을 포함한 다양한 세포 과정에 관여하는 가역적인 번역 후 변형 과정이다. 부적절한 ADP-리보실화는 암의 일부 형태와 관련이 있다. 또한 콜레라 독소, 디프테리아 독소 등과 같은 세균성 화합물의 독성과 관련이 있다.

## 같이 보기
- ADP-리보스
- 번역 후 변형